# Porter de femme
 (octobre 2022).
Si vous disposez d'ouvrages ou d'articles de référence ou si vous connaissez des sites web de qualité traitant du thème abordé ici, merci de compléter l'article en donnant les références utiles à sa vérifiabilité et en les liant à la section « Notes et références ».

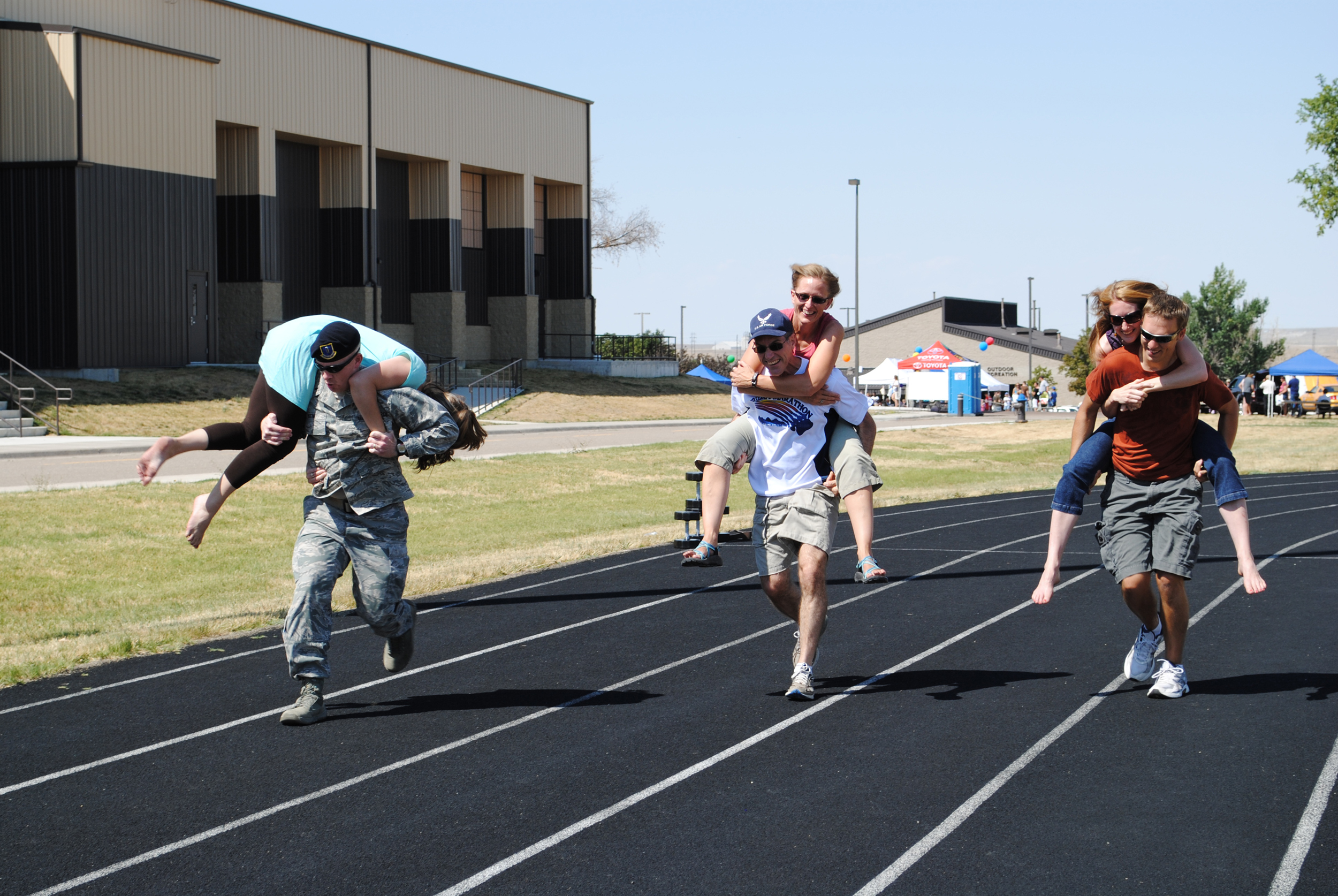
Course de porter d'épouses sur la Malmstrom Air Force Base dans le Montana …

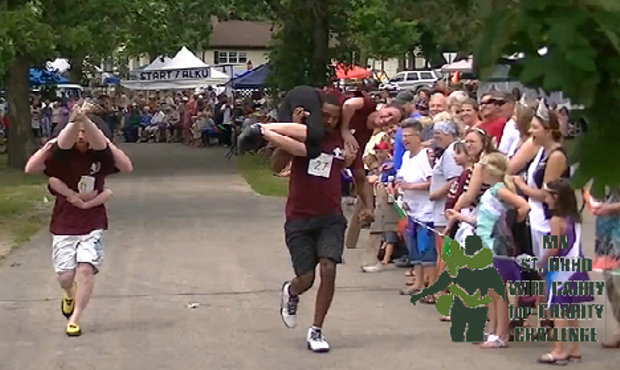
… et une autre à Menahga dans le Minnesota.

Le porter de femme, ou porter d'épouse, eukonkanto ou akankanto de son nom finnois (mais aussi naisekandmine en estonien et kärringkånk en suédois), est un sport se pratiquant en équipes de deux personnes, un homme et une femme, le premier devant porter la seconde le plus rapidement possible à travers un parcours d’obstacles. La discipline a été fondée en 1992 à Sonkajärvi en Finlande.
Il existe plusieurs techniques de portage, dont le porter assis sur les épaules, par-dessus une épaule ou à l’estonienne (porter la tête en bas, les jambes de la femme enserrant les épaules du porteur).
Lors des compétitions régionales finlandaises, le premier prix est généralement le poids de la femme en bière.

## Historique
Selon la légende, un homme appelé Herkko Rosvo-Ronkainen vivait en forêt à la tête d’une bande de voleurs, qui auraient été accusés de voler des vivres et d'enlever des femmes ramenées dans leur campement en les portant sur leur dos. Selon une variante, Rosvo-Ronkainen aurait entraîné ses hommes à la course en les forçant à porter de lourds sacs. Enfin, une troisième version rapporte qu’il arrivait que de jeunes hommes enlèvent des femmes de villages voisins et les ramènent chez eux en les portant sur leur dos. 
À l’extérieur de la Finlande, le porter de femme est pratiqué aux États-Unis et à Hong Kong. Des compétitions sont également organisées en Australie, en Inde, en Allemagne, au Royaume-Uni et dans d'autres régions du monde, au-delà de la Finlande et de ses pays voisins comme la Suède, l'Estonie et la Lettonie..
Ce sport figure par ailleurs dans le Livre Guinness des records.

## Règles

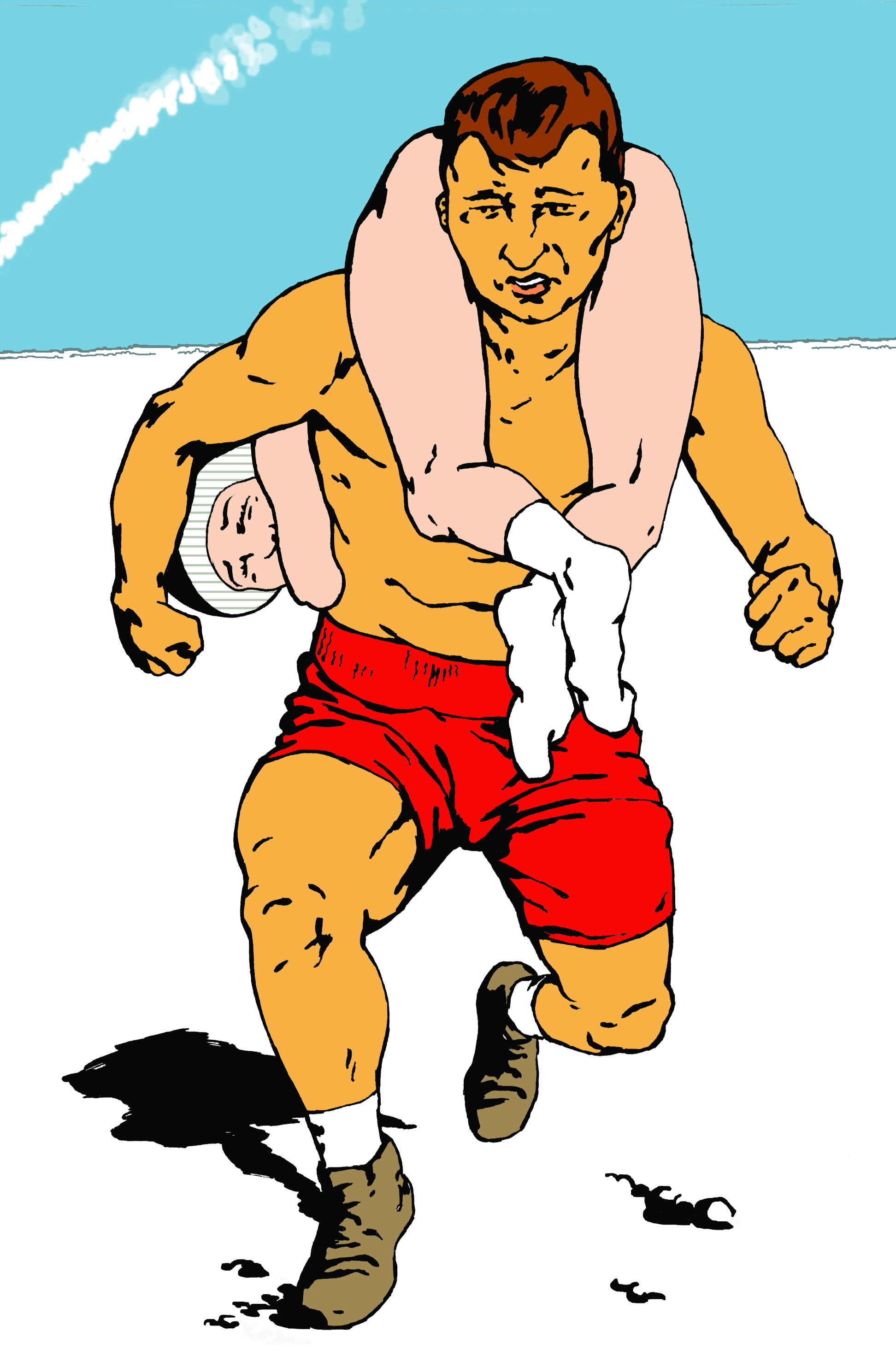
Technique estonienne de porter d'épouse.

À l’origine, les compétitions se déroulaient sur une piste caillouteuse parsemée de haies. Le sable a remplacé les pierres et certaines portions sont constituées de bassins remplis d’eau. Les règles suivantes ont été adoptées par le Comité international de compétition de porter d’épouse :
- la piste doit avoir une longueur de 253,5 mètres ;
- la piste doit comporter deux obstacles secs et un obstacle aquatique, d’environ un mètre de profondeur ;
- l’épouse n’est pas nécessairement celle du porteur mais doit être âgée d’au moins 17 ans ;
- le poids minimal porté est de 49 kg ; si l’épouse n’atteint pas ce poids, elle sera lestée en conséquence ;
- le seul équipement autorisé est une ceinture portée par le porteur ;
- l’épouse portée doit porter un casque ;
- les départs sont donnés par groupes de deux équipes ;
- les championnats du monde ne connaissent qu’une seule catégorie ;
- des prix spéciaux peuvent être attribués au couple le plus remarqué, au meilleur costume et au porteur le plus fort.

## Champions du monde
- 1996 –  Jouni Jussila et  Tiina Jussila, 65.0 seconds.
- 1997 –  Jouni Jussila et  Tiina Jussila, 65.0 seconds.[5]
- 1998 –  Imre Ambos et  Annela Ojaste , 69.2 seconds.[6]
- 1999 –  Imre Ambos et  Annela Ojaste , 64.5 seconds.
- 2000 –  Margo Uusorg et  Birgit Ulrich,[7] 55.5 seconds.
- 2001 –  Margo Uusorg et  Birgit Ulrich , 55.6 seconds.[8]
- 2002 –  Meelis Tammre et  Anne Zillberberg , 63.8 seconds.
- 2003 –  Margo Uusorg et  Egle Soll , 60.7 seconds.[9]
- 2004 –  Madis Uusorg et  Inga Klauso , 65.3 seconds.[10]
- 2005 –  Margo Uusorg et  Egle Soll , 59.1 seconds.[11]
- 2006 –  Margo Uusorg et  Sandra Kullas , 56.9 seconds.[12]
- 2007 –  Madis Uusorg et  Inga Klauso , 61.7 seconds.[13]
- 2008 –  Alar Voogla et  Kirsti Viltrop , 61.9 seconds.[14]
- 2009 –  Taisto Miettinen et  Kristiina Haapanen , 62.0 seconds.
- 2010 –  Taisto Miettinen et  Kristiina Haapanen , 64.9 seconds.
- 2011 –  Taisto Miettinen et  Kristiina Haapanen , 60.7 seconds.[15]
- 2012 –  Taisto Miettinen et  Kristiina Haapanen , 61.2 seconds.
- 2013 –  Taisto Miettinen et  Kristiina Haapanen , 65.0 seconds.[16]
- 2014 –  Ville Parviainen et  Janette Oksman , 63.7 seconds.
- 2015 –  Ville Parviainen et  Sari Viljanen , 62.7 seconds.

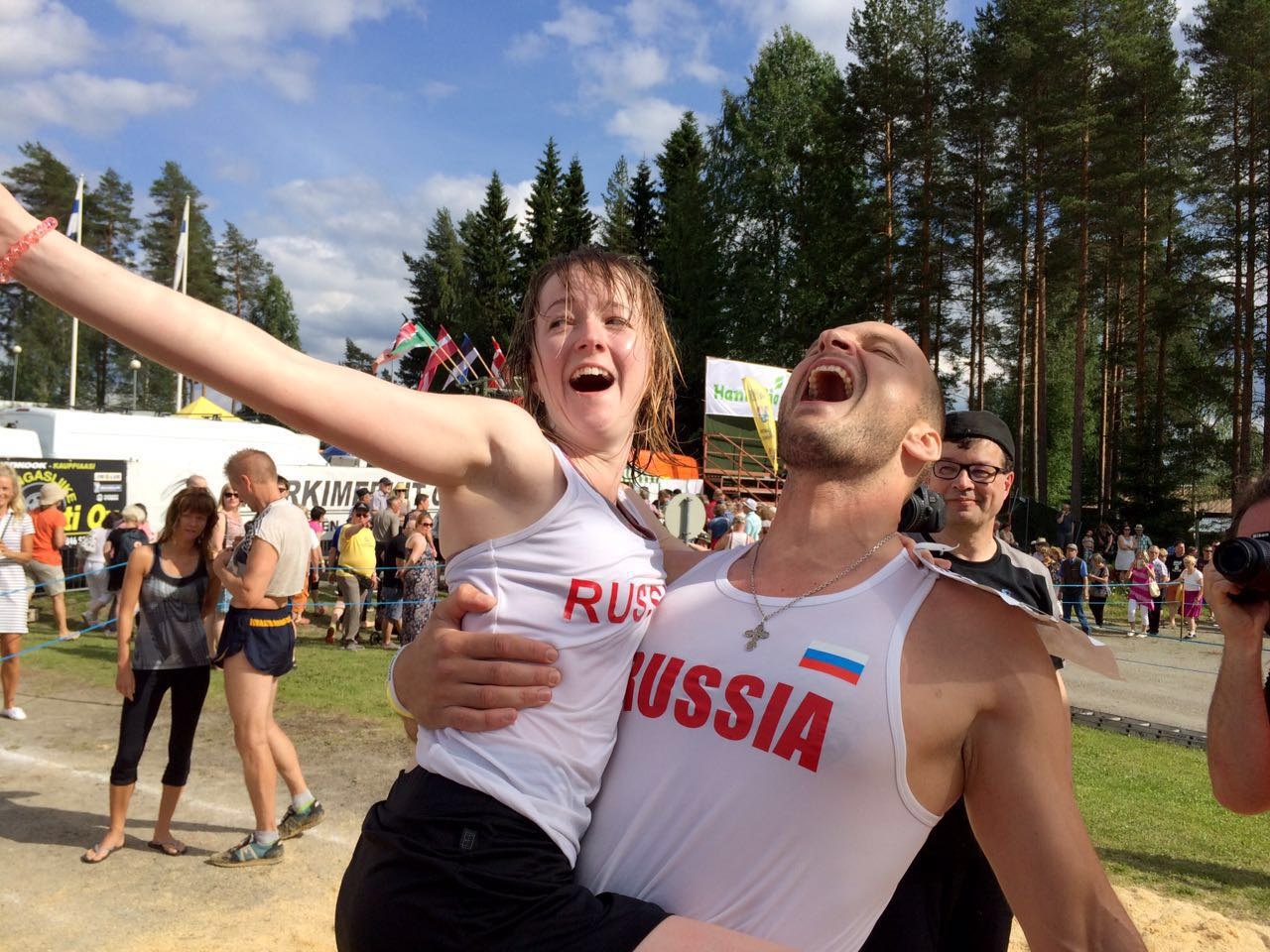
Les Russes Dmitry Sagal et Anastasia Loginova vainqueurs en 2016.

- 2016 –  Dmitry Sagal et  Anastasia Loginova, 62.7 seconds.
- 2017 –  Taisto Miettinen et  Kristiina Haapanen , 68.6 seconds.
- 2018 –  Vytautas Kirkliauskas et  Neringa Kirkliauskiene, 65.1 seconds.
- 2019 –  Vytautas Kirkliauskas et  Neringa Kirkliauskiene, 66.7 seconds.
- 2020 – Événement annulé
- 2021 – Événement annulé[17]
- 2022 –  Taisto Miettinen et  Katja Kovanen, 67.4 seconds.
- 2023 –  Taisto Miettinen et  Katja Kovanen, 66.4 seconds.
- 2024 –  Vytautas Kirkliauskas et  Neringa Kirkliauskiene, 63.5 seconds.
- 2025 –  Caleb Roesler et  Justine Roesler, 61.1 seconds.